# 딘 배로
딘 배로(영어: Dean Barrow, 1951년 3월 2일 ~ )는 벨리즈의 정치인으로, 2008년부터 2020년까지 벨리즈의 총리를 지냈다.